# Schaller Electronic

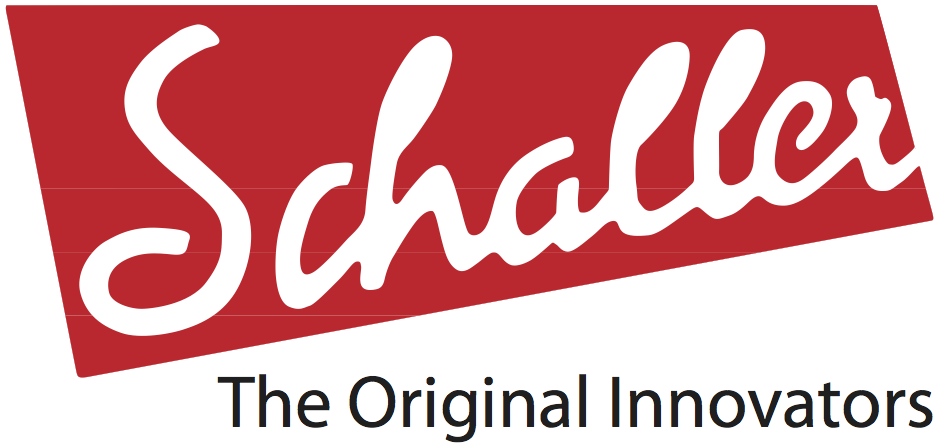
Logo et slogan de l'entreprise.

Schaller Electronic GmbH est une entreprise allemande établie à Postbauer-Heng dans le Haut-Palatinat en Bavière. Elle est depuis les années 1950 le principal fournisseur européen d'accastillage et d'électronique pour guitares, électriques surtout, et est un des plus importants au monde dans cette spécialité.

## Histoire
Le 1er août 1945, Helmut Schaller fonde à Feucht (près de Nuremberg) une petite boutique de vente et réparation de meubles et d'appareils radio, auxquels s'ajouteront bientôt les téléviseurs. Dans les années 1950, le succès en Allemagne de la guitare électrique le convainc de se spécialiser dans la conception et la fabrication d'amplificateurs pour instruments de musique, qui deviennent pour un temps la principale activité de la société.
La montée en puissance de l'industrie allemande des guitares électriques ouvre bientôt à Schaller un nouveau champ d'activité. L'entreprise abandonne les amplificateurs mais étend à la fin des années 1950 ses activités à la fabrication de tous les accessoires imaginables pour guitares : mécaniques, chevalets, cordiers, vibratos, micros, contrôles, branchements, modules d'effets etc. Au début des années 1960, la plupart des facteurs allemands de guitares (en particulier Framus, Klira, Hopf, Hoyer, Fasan, Isana) équipent leurs instruments, intégralement ou presque, de composants fournis par Schaller. La compagnie ouvre en 1968 une nouvelle usine à Postbauer-Heng.

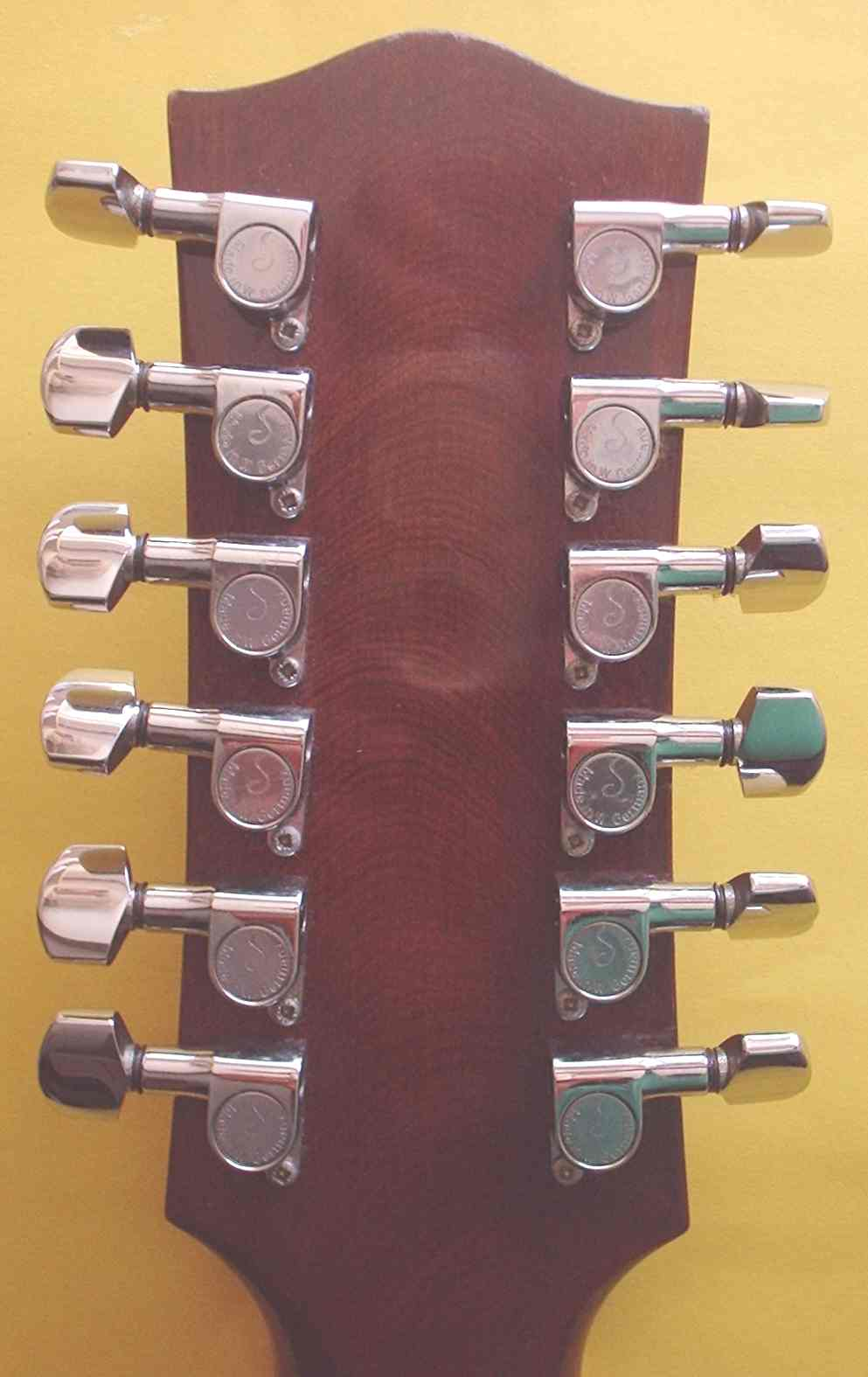
Tête de guitare acoustique 12 cordes équipée de mécaniques fermées (à bain d'huile) Schaller

Si, dans les années 1970, les clients allemands et européens de la firme entrent en perte de vitesse et ne tarderont pas à fermer, Schaller se développe à l'international. Dès 1967, Fender spécifie des mécaniques Schaller pour tous ses modèles. La firme joue un rôle moteur dans l'amélioration de l'accastillage des guitares en développant les mécaniques fermées à lubrification permanente, les mécaniques à blocage, les boutons de sécurité pour les sangles, et fait breveter un grand nombre d'innovations.
La société est restée détenue et gérée par les héritiers du fondateur jusqu'en 2006. Cette année-là, Lars Bünning est devenu gérant, et a racheté à la famille Schaller le 1er janvier 2009 la majorité des parts.   

## Périmètre d'activités
Schaller est en mesure de livrer la totalité des composants d'une guitare électrique (en dehors des bois du manche et du corps) : mécaniques, sillet à blocage, boutons de sangle, micros de tous types, contrôles, vibrato, cordier etc., ces pièces étant déclinées dans un grand nombre de versions alignées sur les deux standards dominants dans ce secteur, ceux de Fender et Gibson.
Outre l'équipement des guitares électriques, Schaller produit aussi de nombreux accessoires pour guitares acoustiques, basses, mandolines, banjos, et même des micros pour contrebasses. Ses réalisations se présentent comme des alternatives haut-de-gamme aux pièces standard, mais elles sont souvent utilisées en première monte sur des instruments de haute qualité.
Selon la société, sa production est à 100% effectuée en Allemagne.